# Курелаане
Ку́релаане (ест. Kurelaane küla) — село в Естонії, у волості Елва повіту Тартумаа.

## Населення
Чисельність населення на 31 грудня 2011 року становила 74 особи.

## Географія
Село розташоване в північно-західному передмісті Елва.

## Історія
До 24 жовтня 2017 року село входило до складу волості Конґута.